# Erycinopsis specularis
Erycinopsis specularis là một loài bướm đêm trong họ Geometridae.